# روزبه‌آباد
روزبه‌آباد، روستایی در دهستان استبرق در بخش مرکزی شهرستان شهربابک در استان کرمان ایران است. در سال ۱۳۸۵، جمعیت آن ۱۴۸ نفر در ۳۲ خانوار بوده است.